# Jang Ki-yong
Jang Ki-yong (hangul: 장기용; Ulsan, 7 de agosto de 1992) es un actor y modelo surcoreano.

## Biografía
Estudió en la Universidad Yong In, en el departamento de teatro musical. También estudió en la Universidad Seokyeong University, en el departamento de artes escénicas. 
En 2017, comenzó a salir con la actriz Lee Ye-na. Sin embargo, la relación terminó.
El 23 de agosto de 2021 inició su servicio militar obligatorio.

## Carrera
Es miembro de las agencias "YGKPlus" (modelaje) y de "YG Entertainment" (actuación).
Ha aparecido en sesiones fotográficas para "Esquire", "Vogue Korea", "GQ Korea", "Marie Claire Korea", "Elle Korea", entre otros. 
En 2014, tuvo una aparición especial en la serie It's Okay, That's Love, donde interpretó a Sam, el novio de Oh So-nyeo (Lee Sung-kyung).En diciembre del mismo año, se unió al elenco recurrente de la serie Schoolgirl Detectives, donde dio vida a Ahn Chae-joon, el hermano mayor de Ahn Chae-yool (Jin Ji-hee).
El 10 de enero de 2015, se unió al programa Off to School donde participó junto a Sung Dong-il, Yoon Do-hyun, Nam Joo-hyuk, Kang-nam, Jeong Jun-ha y Jo Dong-hyuk, hasta el 24 de enero del mismo año. En mayo se unió al elenco recurrente de la serie This is My Love, donde dio vida a Lee Suk-tae. El 29 de junio del mismo año se unió al elenco principal de la serie We Broke Up, donde interpretó a Seo Hyun-woo, hasta el 17 de julio del mismo año.
En junio de 2016, se unió al elenco recurrente de la serie A Beautiful Mind, donde interpretó al enfermero Nam Ho-young. Ese mismo año se unió al programa Tribe of Hip Hop, donde participó como miembro del equipo "Hot Chicks House" junto a Choi Sung-joon, Oh Hyun-min, Chang Sung-hwan y Hong Sung-mi (Dana). En diciembre del mismo año se unió al elenco recurrente de la serie Love for a Thousand More, donde dio vida a Jason, el vecino y amigo de Pyeon Mi-jo (Hwang Seung-eon).
En marzo de 2017 se unió al elenco recurrente de la serie The Liar and His Lover, donde interpretó a Ji In-ho, el baterista y rapero del grupo "Crude Play", hasta el final de la serie el 9 de mayo del mismo año. Ese mismo año interpretó a Seong Ji-jae en la serie Some Guy (también conocida como "The Boy Next Door").El 13 de octubre del mismo año se unió al elenco principal de la serie Go Back Couple, donde interpretó a Jung Nam-gil, un compañero de clases de Ma Jin-joo (Jang Na-ra) del departamento de Historia, hasta el final de la serie el 18 de noviembre del mismo año.
El 21 de marzo de 2018 se unió al elenco recurrente de la serie Mi señor (también conocida como My Ahjussi y My Mister), donde interpretó a Lee Kwang-i, un agresivo prestamista.El 16 de mayo del mismo año, se unió al elenco principal de la serie Come and Hug Me, (también conocida como "Come Hug Me") donde interpretó a Chae Do-jin, un oficial de la policía, hasta el final de la serie el 19 de julio del mismo año. En julio del mismo año se anunció que se había unido al elenco de la película Bad Guys: The Movie.
El 6 de febrero de 2019, realizó una aparición especial en la serie Touch Your Heart, donde dio vida a un famoso actor, que trabaja con Oh Yoon-seo (Yoo In-na).El 23 de marzo del mismo año se unió al elenco principal de la serie Kill It (también conocida como "Blue Eyes"), donde interpretó a Kim Shi-hoon, un habilidoso asesino, que muchas pandillas buscan, hasta el final de la serie el 28 de abril del mismo año. El 5 de junio del mismo año se unió al elenco principal del drama Search: WWW, donde dio vida a Park Mo-geon, el CEO y genio productor de una compañía que crea música para juegos, hasta el final de la serie el 25 de julio del mismo año. El 11 de septiembre del mismo año se unió al elenco principal de la película The Bad Guys: Reign of Chaos, donde dio vida a Go Yoo-sung, un violento exoficial de policía.En noviembre del mismo año se anunció que estaba en pláticas para unirse al elenco principal de la serie Record of Youth.

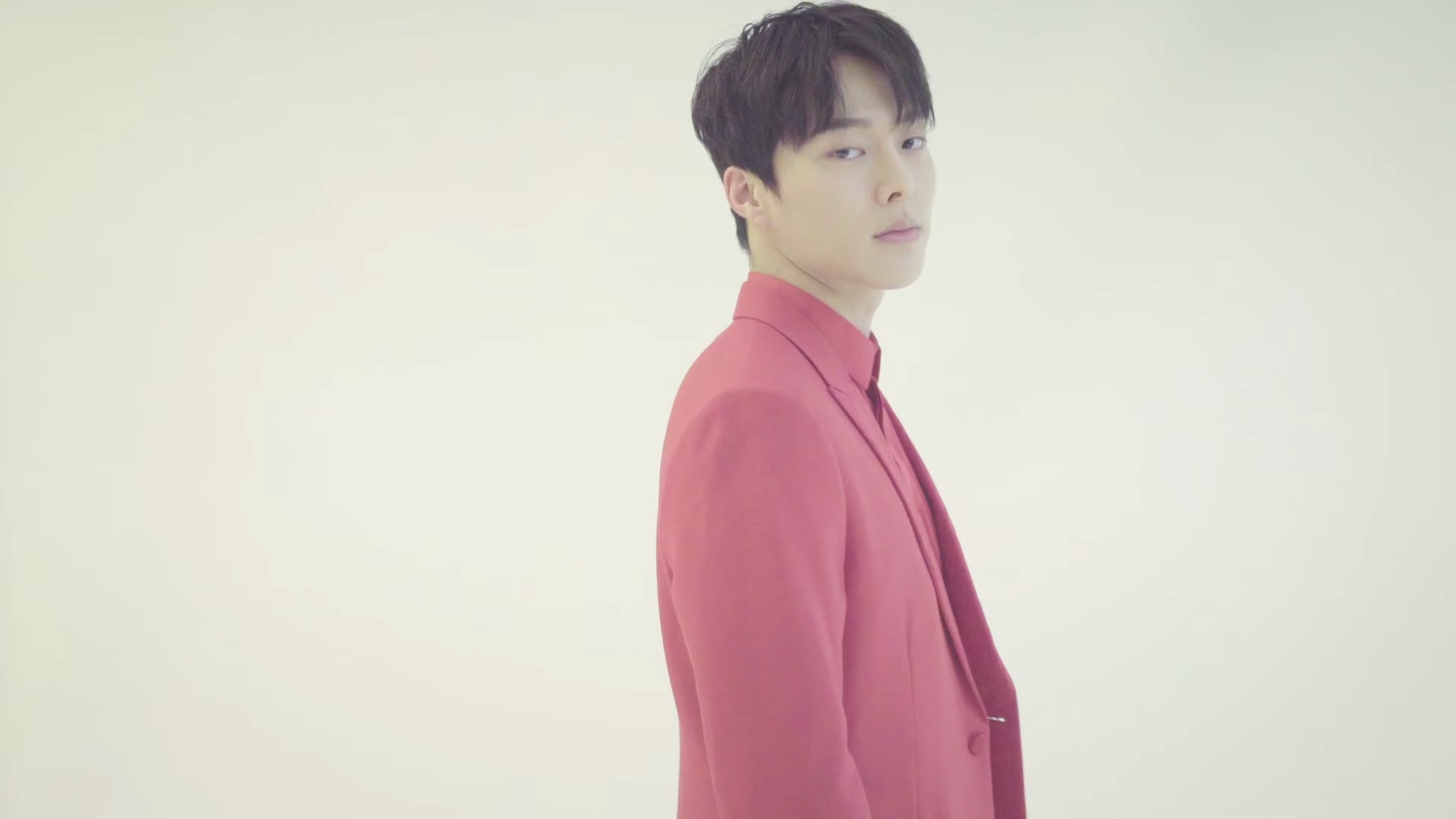
Jang Ki-yong en 2018

En abril de 2020 se unió al elenco principal de la serie Born Again (también conocida como "Once Again"), donde interpretó a Gong Ji-chul, un joven solitario con una historia familiar complicada y a Chun Jong-bum, un estudiante de medicina de élite, hasta el final de la serie el 9 de junio del mismo año.
El 26 de mayo de 2021 se unió al elenco principal de la serie My Roommate Is a Gumiho (también conocida como "Frightening Cohabitation"), donde dio vida a Shin Woo-yeo, un gumiho que desea convertirse en humano, hasta el final de la serie el 15 de julio del mismo año.El 4 de junio del mismo año apareció como parte del elenco principal de la película Sweet & Sour, donde interpretó a Lee Jang-hyunk, un joven ingeniero agobiado por el trabajo que ve cómo se tambalea su relación con una enfermera (Chae Soo-bin).En marzo del mismo año se confirmó que se había unido al elenco principal de la serie Now, We Are Breaking Up, donde interpretará a Yoon Jae-guk, un rico y popular fotógrafo independiente que también tiene inteligencia y apariencia.
Anteriormente ingresó al servicio obligatorio el 23 de agosto de 2021, justo después de finalizar las grabaciones del K-Drama “Now, We Are Breaking Up” y el film “Sweet & Sour”. Desde entonces, el actor se dispuso a cumplir con su deber militar, hasta que este 22 de febrero finalmente culminó dicha etapa.

## Filmografía

### Series de televisión
| Año     | Título                   | Personaje                       | Notas                     | Ref.                 |
| ------- | ------------------------ | ------------------------------- | ------------------------- | -------------------- |
| 2014    | It's Okay, That's Love   | Sam                             | -                         |                      |
| 2014    | The Idle Mermaid         | Competidor                      | 2 episodios               |                      |
| 2014    | The Greatest Marriage    | Bae Deu-ro                      | -                         |                      |
| 2014    | Schoolgirl Detectives    | Ahn Chae-joon                   | -                         |                      |
| 2015    | This is My Love          | Lee Seok-tae                    | 16 episodios              |                      |
| 2015    | We Broke Up              | Seo Hyun-woo                    | 10 episodios              |                      |
| 2016    | A Beautiful Mind         | Nam Ho-young                    | -                         |                      |
| 2016    | Love for a Thousand More | Jason                           | -                         |                      |
| 2017    | The Liar and His Lover   | Ji In-ho                        | -                         |                      |
| 2017    | Some Guy                 | Sung Ji-jae                     | 15 episodios              |                      |
| 2017    | Go Back Couple           | Jung Nam-gil                    | 12 episodios              |                      |
| 2018    | My Mister                | Lee Kwang-il                    | 7 episodios               |                      |
| 2018    | Come and Hug Me          | Chae Do-jin                     | 32 episodios              |                      |
| 2019    | Touch Your Heart         | Actor                           | Aparición especial, ep. 1 |                      |
| 2019    | Kill It                  | Kim Si-hoon                     | 12 episodios              |                      |
| 2019    | Search: WWW              | Park Mo-geon                    | 16 episodios              |                      |
| 2020    | Born Again               | Gong Ji-cheol / Cheon Jong-beom | 32 episodios              |                      |
| 2021    | Hello, Me!               | Oficial de Policía              | Aparición especial, ep. 1 | [ 46 ]               |
| 2021    | Mi roomie es un gumiho   | Shin Woo-yeo                    | 16 episodios              | [ 47 ]               |
| 2021-22 | Now, We Are Breaking Up  | Yoon Jae-kook                   | 16 episodios              | [ 48 ] [ 49 ]        |
| 2024    | Una familia atípica      | Bok Gwi-joo                     | 12 episodios              | [ 50 ] [ 51 ] [ 52 ] |

### Películas
| Año  | Título                       | Personaje   | Notas                                                           | Ref.          |
| ---- | ---------------------------- | ----------- | --------------------------------------------------------------- | ------------- |
| 2019 | The Bad Guys: Reign of Chaos | Go Yoo-sung | junto a Kim Sang-joong, Kang Ye-won, Ma Dong-seok y Kim Ah-jung |               |
| 2021 | Sweet & Sour                 | Jang Hyuk   | junto a Chae Soo-bin y Krystal                                  | [ 53 ] [ 54 ] |

### Programas de variedades
| Año  | Programa           | Notas                                      |
| ---- | ------------------ | ------------------------------------------ |
| 2015 | Off to School      | 3 episodios (Ep. #27-29) - miembro         |
| 2016 | Singing Battle     | 4 episodios - (Ep. #6-7, 18-19) - invitado |
| 2016 | Tribe of Hip Hop 2 | concursante                                |

### Presentador
| Año  | Evento                    | Notas                    |
| ---- | ------------------------- | ------------------------ |
| 2020 | 56th Baeksang Arts Awards | presentador de categoría |
| 2020 | 34th Golden Disc Awards   | presentador de categoría |

### Videos musicales
| Año  | Artista        | Canción           | Notas  |
| ---- | -------------- | ----------------- | ------ |
| 2013 | IU             | "The Red Shoes"   |        |
| 2013 | IU             | "Friday"          | [ 57 ] |
| 2016 | Hong Dae-kwang | "When in Hongdae" |        |
| 2016 | Kwon Jin-ah    | "The End"         |        |

### Anuncios / Endorsos
| Año  | Título                                          | Notas           |
| ---- | ----------------------------------------------- | --------------- |
| 2013 | Officiel Hommes                                 |                 |
| 2019 | Jang Ki Yong SIEG Fahrenheit 2018 Fall / Winter | [ 58 ]          |
| 2019 | Coca-Cola Korea: Sprite                         | junto a Chungha |

### Revistas / sesiones fotográficas
| Año  | Título            | Notas              |
| ---- | ----------------- | ------------------ |
| 2021 | Singles Magazine  | [ 60 ]             |
| 2021 | 1st Look Magazine | junto a Lee Hye-ri |

## Discografía
| Año  | Grupo                          | Canción     | Notas                                      |
| ---- | ------------------------------ | ----------- | ------------------------------------------ |
| 2013 | Jang Ki-yong junto a Lovelybut | "EyeKiss"   | de '사랑의 단상 Chapter.4 You And Me Song' |
| 2017 | Ki-yong junto a Choi Woo-Shik  | "Some Guys" | del OST de la serie web "Some Guy"         |

## Premios y nominaciones
| Año  | Premios                  | Categoría                                                        | Trabajo                     | Resultado |
| ---- | ------------------------ | ---------------------------------------------------------------- | --------------------------- | --------- |
| 2016 | 9th Asia Model Award     | Fashion Model Award                                              | -                           | Ganó      |
| 2017 | 31st KBS Drama Award     | Best New Actor                                                   | Go Back Couple              | Nominado  |
| 2018 | 2nd Seoul Award          | Best New Actor (Drama)                                           | Come and Hug Me y My Mister | Nominado  |
| 2018 | 6th APAN Star Award      | Best New Actor (con Yang Se-jong)                                | My Mister                   | Ganó      |
| 2018 | 3rd Asia Artist Award    | Rookie Award                                                     | -                           | Ganó      |
| 2018 | 2018 Korea Hallyu Award  | Rising Star Award                                                | -                           | Ganó      |
| 2019 | 55th Baeksang Arts Award | Best New Actor                                                   | Come and Hug Me             | Ganó      |
| 2021 | 2021 SBS Drama Award     | Best Couple Award (junto a Song Hye-kyo)                         | Now, We Are Breaking Up     | Nominados |
| 2021 | 2021 SBS Drama Award     | Top Excellence Award, Actor in a Miniseries Romance/Comedy Drama | Now, We Are Breaking Up     | Nominado  |